# Francisco Güerri
Francisco Güerri Ballarín (Benasque, 13 aprile 1959) è un ex calciatore spagnolo, di ruolo centrocampista.

## Carriera

### Club
Aragonese di nascita, entrò nelle giovanili del club principale della regione, il Real Saragozza. Dopo un anno nella squadra filiale del Deportivo Aragón, in Tercera División, esordì in massima serie con la prima squadra l'11 febbraio 1979, contro lo Sporting Gijón.
Con il Real Saragozza vinse una Copa del Rey nel 1986, battendo il Barcellona al Calderón con un gol di Rubén Sosa.
Disputò dieci stagioni con il club maño, per poi trasferirsi al Las Palmas nel 1988, in Segunda División. Giocò con il club delle Canarie per tre stagioni, per poi ritirarsi nel 1991.

### Nazionale
Nel 1979 giocò due partite con la Nazionale Under-21 spagnola. Nel 1980 fu convocato da José Santamaría per i Giochi della XXII Olimpiade a Mosca. In questa competizione giocò solo alcuni minuti nella partita contro la Repubblica Democratica Tedesca. Gli spagnoli vennero eliminati nella fase a gironi.
Nel 1983 debuttò con la nazionale maggiore, contro la Francia. Successivamente fu impiegato in due partite di qualificazione a Euro '84, contro Lussemburgo e Olanda. In un'altra occasione fu in panchina (In una partita vinta contro Malta per 12-1). Non fu convocato per gli Europei da Miguel Muñoz.

## Palmarès
- Coppa di Spagna: 1

Real Saragozza: 1986